# 호랑이콩
호랑이콩(Cranberry bean, borlotti bean)은 파세올루스 불가리스의 재배품종으로, 콜롬비아에서 처음 재배되었다. 호랑이강낭콩, 얼룩강낭콩, 울타리콩, 피강낭콩이라고도 한다.

## 이름
콩, 밤콩, 강낭콩, 넝쿨콩, 덩굴콩, 얼룩이콩, 울타리콩, 피강낭콩, 호랑이콩, 넝쿨강낭콩, 덩굴강낭콩, 얼룩강낭콩, 얼룩이강낭콩, 호랑이콩, 호랑이넝쿨콩, 호랑이덩굴콩, 호랑이넝쿨강낭콩, 호랑이덩굴강낭콩 등의 이름으로 불린다.

## 재배와 수확
호랑이콩은 주로 이른 봄에 심는다. 수확은 늦은 여름이나 이른 가을에 한다. 덩굴성도 있고 곧게 서기도 한다. 키는 화분에서 키우면 25-70cm이고, 밭에서 키우면 225cm 안팎이다. 대부분 125일~200일 정도면 수확할 수 있다. 야자처럼 매번 수확할 수 있는 것은 아니다.

## 성장 과정
빨리 자라는 것을 기준으로 했고, 씨앗의 질에 따라 다를 수 있다.
- 0~1분: 평범한 씨앗.
- 1-15분: 딱딱한 씨앗.
- 15분-30분: 씨앗 껍질이 쭈글쭈글해짐.
- 30분~2시간: 씨앗이 부풂.
- 2시간~2일: 어린 뿌리가 나옴.
- 2일~4일: 씨앗이 흙 위로 나옴.
- 4일~6일: 떡잎 두 장과 본잎 두 장이 나옴.
- 6일-8일: 본잎 두 장이 펴지고 세 장의 겹잎으로 이루어진 새순이 보임.
- 8일~16일: 새순이 펴짐.
- 16일~21일: 떡잎이 시들고 본잎이 넓어지고 잎과 줄기가 자람.
- 21일~24일: 본잎이 시들고 꽃봉오리가 나옴.
- 24일~30일: 꽃봉오리가 꽃이 됨.
- 30일~35일: 꽃이 결식해서 꽃 안에 있던 꼬투리열매가 나옴.
- 35일~48일: 꼬투리열매가 커져감.
- 48일~55일: 꼬투리열매가 익어감.
- 55일~78일: 꼬투리열매가 완전히 익음.
- 78일~125일: 다시 잎과 줄기를 만들어서 꽃 피우고 열매 맺고 씨가 익음.
- 125일~185일: 시듦.

## 특징
호랑이를 닮았다고 호랑이콩이라고 불린다. 익으면 꼬투리열매와 콩알이 모두 호랑이 무늬처럼 보이기 때문에 호랑이콩이라고 부른다. 익은 호랑이콩의 꼬투리열매와 콩알의 무늬가 같다. 꼬투리열매는 처음에 초록색이었다가 나중에 커지면서 점차 연두색이 되고, 완전히 익으면 흰색 바탕에 빨간색, 자주색 무늬가 있고, 꼬투리열매의 벌어지는 부분이 주황색을 띈다. 이렇게 익은 호랑이콩의 꼬투리열매 안의 콩알과 꼬투리는 흰색 바탕에 보라색 무늬가 있고, 몇 주 동안 말리면 연한 갈색 바탕에 자주색 무늬가 있다.
호랑이콩 꽃은 벌이나 나비가 없어도 결식된다.

## 꼬투리열매
꼬투리열매 안에는 1-10알의 씨앗이 있는데 1-6알짜리 꼬투리열매가 흔하고, 7-10알짜리 꼬투리열매는 드물게 나온다. 이것을 꼬투리, 콩꼬투리, 콩깍지라고도 부른다.

## 씨앗
씨앗이 호랑이콩이므로 먹을 수 있다.
꼬투리열매 옆 모습을 봤을 때, 다 익지 않았어도 다 익은 호랑이콩만큼 두꺼워지면 먹을 수 있다.

## 요리
호랑이콩은 콩밥 같은 음식에 넣는 재료다. 호랑이콩은 좀 덜 익었어도 먹을 수 있다. 호랑이콩은 밥에 넣어서 요리를 했을 때 익으면 갈색이나 자주색이 된다.

## 효능
호랑이콩의 효능은 5가지로, 건강 3요소, 관절염 예방, 무더위 견딤 등이 있다. 독소를 배출하기도 한다.

## 번식
완전히 익은 꼬투리열매를 따지 않고 그대로 두면 꼬투리열매가 저절로 마르고 열려서 호랑이콩이 튀어 나온다.

## 발아
2시간에서 2일정도 되면 어린뿌리가 나오고, 2일에서 4일 정도가 되면 싹이 흙 위로 올라온다. 발아율은 25°C에 가장 높다.

## 기타 사진

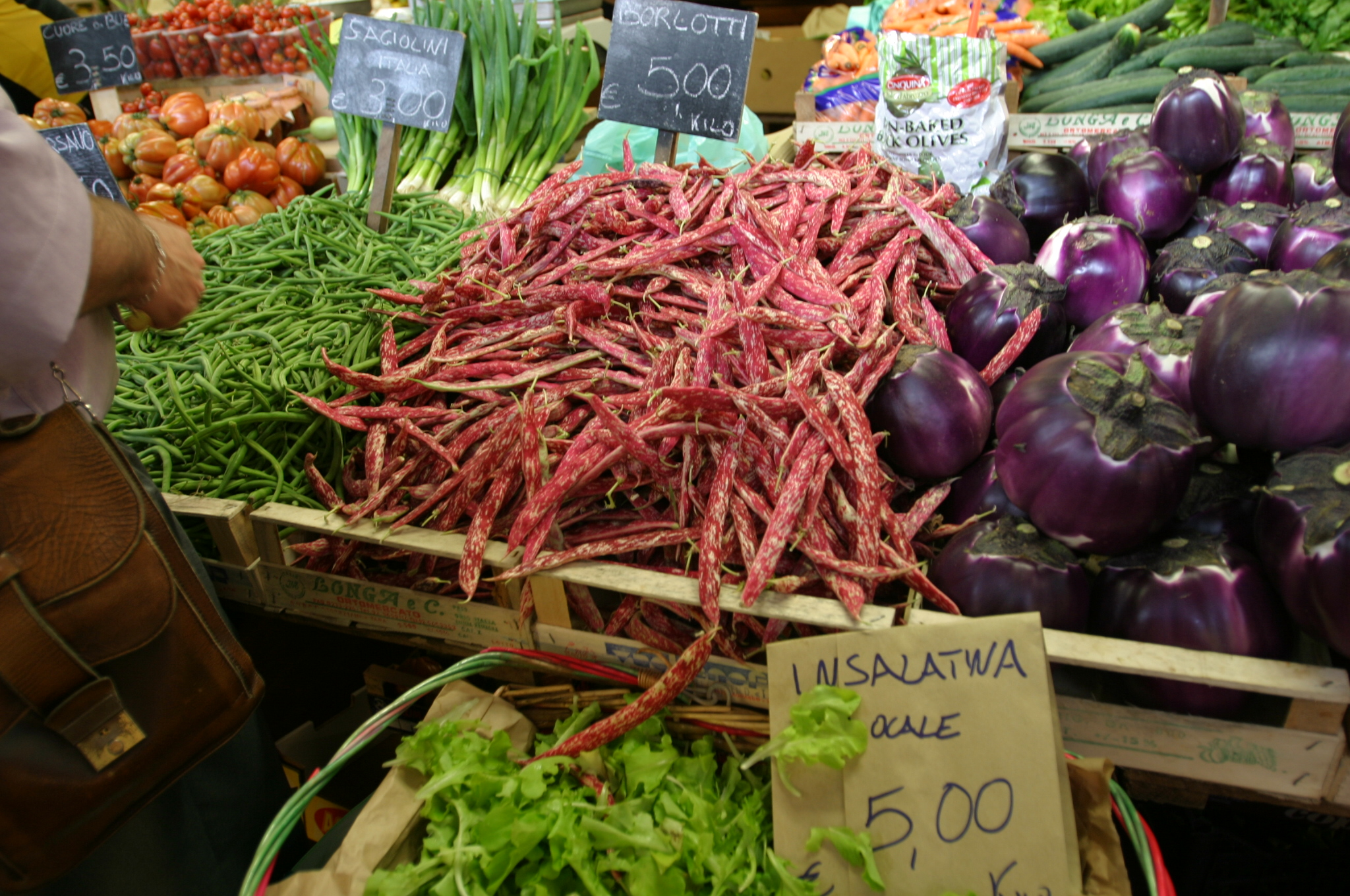
시장에서 팔리는 호랑이콩이다.   가운데의 빨간색이 호랑이콩이다.

## 같이 보기
- 콩
- 콩 (종)
- 식물
- 자연

1. ↑  National Academies of Sciences, Engineering, and Medicine; Health and Medicine Division; Food and Nutrition Board; Committee to Review the Dietary Reference Intakes for Sodium and Potassium (2019). 〈Chapter 4: Potassium: Dietary Reference Intakes for Adequacy〉.   Oria, Maria; Harrison, Meghan; Stallings, Virginia A. 《Dietary Reference Intakes for Sodium and Potassium》. The National Academies Collection: Reports funded by National Institutes of Health. Washington, DC: National Academies Press (US). 120–121쪽. doi:10.17226/25353. ISBN 978-0-309-48834-1. PMID 30844154. 2024년 12월 5일에 확인함.
2. ↑  United States Food and Drug Administration (2024). “Daily Value on the Nutrition and Supplement Facts Labels”. 《FDA》. 2024년 3월 27일에 원본 문서에서 보존된 문서. 2024년 3월 28일에 확인함.